# Ion Săsăran
Ioan Săsăran (n. 25 noiembrie 1933, Săsar, județul Maramureș d. 20 august 2009, Târgu Mureș) a fost un actor român.

## Biografie
Ion Săsăran s-a născut în dimineață zilei de 25 noiembrie 1933,în satul Săsar din Maramureș. A fost singurul copil al familiei. Mama, Ana Lucaciu, s-a căsătorit la vârsta de 17 ani cu Pavel Săsăran, în vârstă de 24 de ani. După doi ani se naște Ion.
La vârsta de 6 ani din cauza sărăciei, devine slugă la oi într-o localitate învecinată. Se întoarce acasă maturizat după un an de slugărit. Peste un an începe calvarul unei copilării fără copilărie.
În 1940, în decembrie împinși de evenimentele istoriei, împreună cu părinții a luat drumul  refugiului, mutându-se timp de 4 ani prin mai multe localități din țară, începând cu Țintea lângă Moreni la fratele mai mare al tatălui său, unchiul Iulian, apoi la Anina, în Caraș Severin unde tatăl său s-a angajat la mină. Aici părinții lui se despart.
Plecând din Anina împreună cu mama, au colindat o bună parte din țară. A început școala primară la o colonie muncitorească lângă comuna Tălmaciu, aproape de Sibiu. De aici au ajuns la Lupeni apoi la Câmpul lui Neag unde a început clasa a-II-a primară pe care a terminat-o la Bănița lângă Petroșani unde tatăl său vitreg era miner la o carieră a fabricii de var. Din nou  pe drumuri, ajung la Deva, apoi la Arad și mai pe urmă la Lugoj și Caransebeș. Erau foarte săraci.
În 1943 ajung la Lugoj, unde se mutase întreaga administrație a județului Satu Mare. Părinții l-au încredințat, pentru a fi întreținut, unei unități militare, unde mai erau și alți copii.
Pe 15 iulie 1943 devine unul din soldații Regimentului 5 Roșiori din Lugoj. În regiment erau 12 copii de trupă, el fiind la vârsta de nici 10 ani, cel mai mic. În această perioadă tatăl său Pavel Săsăran rămas la Anina, moare în urma unui accident de muncă. În vacanțe, mergea la părinți sau la ateliere pentru a învăța o meserie iar în timpul anului școlar urmează cursurile școlii primare „Ion Vidu” din Lugoj.
A urmat în Lugoj clasele a-III-a și a-IV-a, iar în 1945, după terminarea războiului a fost detașat la Cercul Teritorial din Satu Mare de care aparținea administrativ. Între timp și părinții au revenit în Săsar, tatăl vitreg angajându-se la mina de la Valea Borcutului apoi la Ilba și la Baia Sprie.
La Satu Mare în  toamna anului 1945 devine elev la Liceul “Mihai Eminescu”. În anul 1948 s-a desființat ținerea copiilor de trupă în unitățile militare așa că după terminarea clasei a-III-a a fost lăsat la vatră. Se reîntoarce în satul natal după 5 ani grei petrecuți în armată. Deși o duceau foarte greu părinții au hotărât să nu întrerupă școala și astfel devine elev în clasa    a-VIII-a la Liceul “Gheorghe Șincai” din Baia Mare, pe care l-a absolvit în 1952.
În urma examenului de admitere devine student la Institutul de Artă Cinematografică București. La începutul anului 1953, tatăl vitreg moare, iar mama rămâne singură fără nici un sprijin și se angajează la mina “Nistru”, ca vagonetar subteran.
În anul 1956 la terminarea facultății este repartizat la Teatrul de Stat din Baia Mare, iar in anul 1988 se transferă la Teatrul Național Târgu Mureș după 32 de ani petrecuți pe scena baimareană. Deși s-a transferat la Universitatea de Teatru în 1991 după un concurs pentru ocuparea unui post de conferențiar universitar, a rămas colaborator permanent al Teatrului.
În tot timpul celor 10 ani de stat la catedră, nu a întrerupt nici o clipă activitatea din teatru, jucând în acest răstimp peste 20 de roluri, la Târgu Mureș, la Baia Mare, la Cluj și la Studioul Universității. Din anul 2002 revine din nou pe scena baimareană, acolo unde va juca până la sfârșitul vieții.
A fost căsătorit de trei ori. A avut patru copii. Cu a doua soție Florica, a avut trei copii, Bogdan, Mugurel (disparut prematur într-un tragic accident de mașină la vârsta de doi ani) și Zenaida. Iulian se naște la Târgu Mureș din căsătoria cu a treia soție, Dorina.
Se stinge din viață în seara zilei de joi, 20 august 2009, la Târgu Mureș, unde este și înmormantat.

## Studii
- 1941-1945 -Școala primară „Ion Vidu”- Lugoj (refugiat)
- 1945-1948 -elev la Liceul „Mihai Eminescu” -Satu Mare
- 1948-1952 -elev la Liceul „Gheorghe Șincai” –Baia Mare
- 1952-1956 -student Academia de Artă Teatrală și Cinematografică –București

## Titluri academice
Conferențiar universitar: Academia de Artă Teatrală, Tg. Mureș

## Activitatea profesională
-1956-1988-actor -Teatrul Dramatic Baia Mare
-1988-1991-actor-Teatrul Național Tg. Mureș
-1991-2002-conferențiar universitar -Academia de Artă Teatrală Tg. Mureș
-1991-2008-colaborator al Teatrului Național Tg. Mureș
-2002-2009-reangajat la Teatrul Municipal Baia Mare
Alte colaborări:
–conferențiar universitar la Universitatea Dimitrie Cantemir Tg. Mureș la facultățile „Drept”, „Ziaristică”, „Litere”, predând disciplinele „Retorica”, „Arta argumentației” și „Istoria Artelor”
-actor colaborator cu Teatrul Național Cluj Napoca
-actor colaborator cu Teatrul „Scena” Tg.Mureș
-actor colaborator cu Studioul Academiei de Arta Teatrală Tg.Mureș-UAT
-profesor de actorie la Școala Populară de Artă din Satu Mare (1958-1960) și la Școla Populară  de Artă din Baia Mare (1961-1965;1980-1985)
-colaborator al  Radioteleviziunii Române pentru imprimarea spectacolelor:" Nora " de H.Ibsen, "Pete în soare" de E. Lahola, "Răzvan și Vidra" de B.P.Hașdeu și "Smerita" de F. Dostoievski, "Arca lui Noe" de Lucian Blaga, în regia lui Dan Alecsandrescu. "Vasile Lucaciu" în regia lui Ion Ieremia (înregistrare radio).

## Distincții semnificative obținute
-Cetățean de onoare al municipilului Baia Mare –2003
-Cetațean de onoare al satului Săsar, comuna Recea-2003
-Senior al Municipiului Tg. Mureș-2003
-Diploma de onoare -Primăria Craiova -2006

## Societăți și asociații științifice din care a făcut parte
Centrul Teatral Franco-Roman Tg.Mures
Fundatia „Imperium Maramures” Baia Mare
Fundatia „Viata Somesana” Baia Mare
Asociatia Culturala „ART VERBA” Tg.Mures

## Creație artistică
- Actorie         :140 roluri interpretate
- Regie artistica : 10 piese de teatru
- Film             :11 filme artistice , roluri principale sau secundare

### Regie
Teatrul Municipal Baia Mare
- Piatra din casă de Vasile Alecsandri, stagiunea 1999-2000
- Moara cu noroc de Ion Slavici, stagiunea 2001-2002
- Napasta de Ion Luca Caragiale 2001-2002
- Soacra cu trei nurori după Ion Creangă, stagiunea 2002-2003
- Vasile Lucaciu de Dan Tarchilă, stagiunea 2003-2004  Spectacol omagial Ion Săsăran, la împlinirea vârstei de 70 de ani de viață și a 47 de ani de teatru
- Crăiasa zapezilor după H.C.Andersen , stagiunea 2004-2005
- Mary Poppins de Silvia Kerim, stagiunea 2004-2005
- Fata din dafin de Dan Tărchilă, stagiunea 2005-2006

Universitatea de Artă teatrală Târgu Mureș
- Domnișoara Nastasia de G.M.Zamfirescu, anul universitar 1999-2000

Casele de Cultură din orașele Vișeu  și Borșa
- "Ecaterina Teodorescu" de N. Tăutu,
- "Goana după fluturi" de Bogdan Amaru,
- "Omul care a văzut moartea" de Victor Eftimiu,
- "Mama" de D.R.Popescu

Școala Populară de Artă, Baia Mare
- Jocul de Ion Băieșu, anul școlar 1978-1979

## Filmografie
- Popescu 10 în control (ca student-1955)
- Șopârla (1966)
- Instanța amînă pronunțarea (1976)
- Pintea (1976)
- Ultima frontieră a morții (1979)
- Ancheta (1980)
- Țapinarii (1982)
- Un cer senin
- Întoarcerea din iad (1983)
- Undeva în est (1991)
- Vizita Arhiepiscopului (DOLINA)-2007
- Aproape de asfințit-2008